# セバスチャン・ローブ
セバスチャン・ローブ（Sébastien Loeb, 1974年2月26日 - ）は、フランスバ＝ラン県アグノー出身のラリー、レースカードライバー。他を全く寄せ付けない対応力から『史上最高のレースカードライバー』や、『生きるレジェンド』,『史上最強のマルチドライバー』等と呼ばれている。

## 人物
2004年 - 2012年の世界ラリー選手権（WRC）チャンピオンであり、通算優勝記録の保持者でもある。WRC以外のカテゴリーにおいても、世界ラリーレイド選手権（W2RC）・ダカール・ラリー4輪部門のステージ連勝、ステージ優勝数記録保持者（1イベントの）、パイクスピーク・インターナショナル・ヒルクライム、エクストリームE、世界ラリークロス選手権（World RX、WRX）、エックスゲームス・RX部門、世界ツーリングカー選手権（WTCC）、FIA GT選手権、ミトジェット、その他レースでも数々の優勝・上位入賞を記録している。
WRCではシトロエンのエースドライバーとして長らく活躍し、前人未到の9連覇・通算79勝（勝率44%）という金字塔を打ち建てた。2006年シーズンには4戦を残しながら腕の骨折で負傷欠場したが、それまでに築いたポイントのアドバンテージにより、タイトルを防衛した一幕もあった。勝率は最も高かった年で2008年の73%（15戦中11勝）。一線を退いてからも定期的にスポット参戦しており、2022年のラリー・モンテカルロではMスポーツフォードからの出場で通算80勝目を記録。最年長優勝記録を47歳331日に更新した。同年からWRCが大幅規定改定（ラリー1）を行い、ハイブリッドカーが導入された直後だったことから、新規定における初の勝者となったほか、シトロエン以外のマニュファクチャラーでローブが初めて記録した勝利でもある。
オールラウンドレーサーとしての顔も持ち合わせており、ツーリングカーレース、GTレース、耐久レース、ラリークロス、アンドロス・トロフィー、アンドロス・eトロフィー、ラリーレイド、エクストリームE、レーシングカートなどの様々なカテゴリーにも参戦し、他を全く寄せ付けない対応力から『史上最高のレースカードライバー』と呼ばれる。WRCの他に世界ツーリングカー選手権（WTCC）、世界ラリークロス選手権（World RX）、世界ラリーレイド選手権（W2RC）でも優勝を果たした経験を持ち、国際自動車連盟（FIA）管轄の世界選手権4カテゴリーで勝利記録を持つ唯一のドライバーでもある。W2RCでは通算4回、WTCCでは通算20回、World RXでは通算17回の表彰台を獲得している。また、2021年のエクストリームEのシリーズ2位（獲得ポイントはトップタイ）、2022年のエクストリームEのチャンピオンでもある。
フォーミュラカーにおいてもフォーミュラ1及びフォーミュラ2でテストドライブ経験もあり、F1のテストでは他のドライバーと変わらない走りを見せた（18人中8番手タイム）。2009年にはスクーデリア・トロ・ロッソ（現在のRB・フォーミュラワン・チーム）からアブダビGPで出走する可能性が噂されたが、FIAが「サーキットレースでの経験が少ない」という理由をもとにスーパーライセンスを発給しなかったこから、実戦デビューは実現していない。以降はサーキットレースのカテゴリーに合わせ、国内のレーシングカートの大会も何度か出場しており、優勝や表彰台を獲得した経験もある。
2輪の競技ではフランス国内のトライアルに出場したほか、Moto2クラスのマシンをテストで乗車した経験もある。

## 来歴

### WRCの絶対王者
父が体操のチャンピオンだったこともあり、3歳から体操選手を目指していたという異色の経歴の持ち主である。アルザス地方では4度の総合優勝、国内選手権でも5位になったこともあるが、年齢的にピークとなる時期がオリンピックと合わないので体操競技を断念したと後に語っている。今でもラリーでチャンピオンを決めた時など節目節目でバック宙パフォーマンスをみせる。
高校を卒業後に配電工として働き始めると、ルノー・5ターボに給料の全てを突っ込み、走り屋のような生活をしていた。そして才能を試すべく1995年からフランスのASN（英: Authority Sport Nationale）であるフランス・モータースポーツ連盟（日本のASNは日本自動車連盟）が主催するラリードライバー育成プログラムの選考会である「ラリー・ジューヌ」へと参加。ベストタイムを叩き出すも、なぜか選出してもらうことができなかった。
そんなローブが地元のアンビジョン・スポーツオートの目に留まり、1997年に地域ラリーの1,300 ccと1,600 ccクラスでプジョーをドライブし優秀な成績を収めた。ダニエル・エレナともこの頃に知り合っている。1998年からサクソトロフィーに参加して、1999年にはタイトルを獲得。シトロエン・スポールのギ・フレクランに見出され、2001年にはWRC併催イベントであるスーパー1600カップ（後のジュニア世界ラリー選手権）で5勝してこれを制覇する一方、シトロエン・クサラWRCでスポット参戦したWRCサンレモでは，トップのジル・パニッツィから11.4秒差の2位を獲得した。

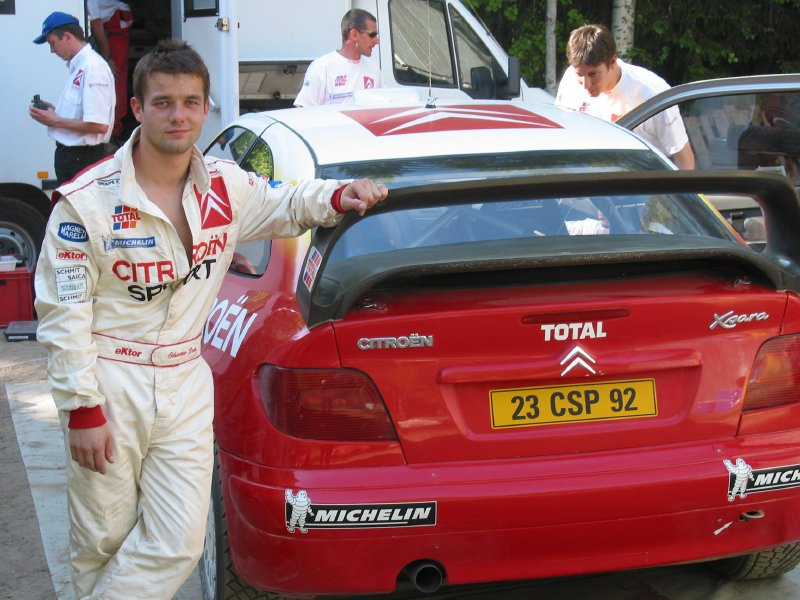
2002年フィンランドでのテスト

2002年にはクサラWRCを駆って9戦に参戦。開幕戦のモンテカルロでいきなりトップフィニッシュをするが、チームがタイヤ交換禁止のサービスでタイヤを交換したことが発覚。ペナルティを受け2位となり、初優勝は幻となる。それでも、同年のラリー・ドイツでWRC初優勝を飾る。
2003年には、開幕戦モンテカルロで前年の雪辱を果たす優勝を上げ、一躍タイトル争いに加わり、シーズン3勝を上げる。しかし第13戦カタルーニャでは終盤まで首位を守りながら，タイヤ選択のミスで最終ステージに31秒差を逆転され2位に終わる。最終戦ラリーGBではマニファクチャラーズタイトルを優先するチーム事情から限界まで攻められず、ペター・ソルベルグに逆転を許し、1ポイント差でドライバーズチャンピオンを逃した。
2004年にはディディエ・オリオールが持つシーズン最多勝記録タイとなる6勝を上げる一方、安定した走りで着実にポイントを獲得し、ソルベルグ以下を大きく引き離し、自身初となるドライバーズチャンピオンを獲得した。フランス人のWRCチャンピオンはオリオール以来2人目。

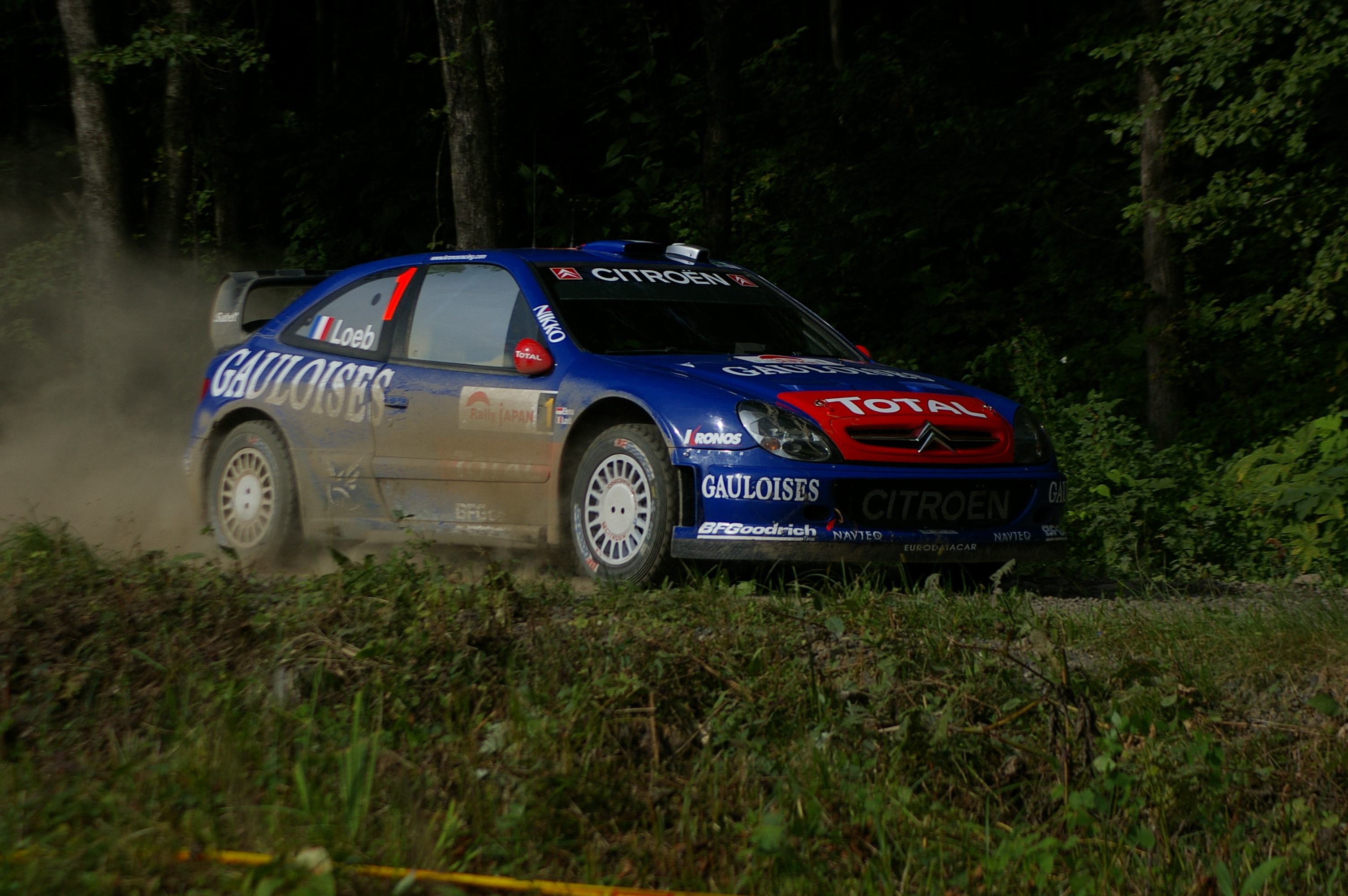
黄金時代を築いたクサラWRC'05（ラリージャパン2006）

2005年は、当シーズン限りでWRCからの一時撤退が明らかにされていたチーム事情からマシン開発の停滞や戦闘力低下が懸念されたものの、シーズンが開幕すると，リピートステージでの走行に重点を置いて開発されたミシュランの新型グラベルタイヤが威力を発揮し、得意のターマックだけでなくグラベルでも他チーム／ドライバーを圧倒。新記録となる6連勝を含め、シーズン最多勝記録を塗り替える10勝を上げ、2年連続のドライバーズチャンピオンに輝いた。地元フランスで行われた第14戦ツール・ド・コルスではWRC史上初めて全てのスペシャル・ステージ（SS）でトップタイムをマークする「完全優勝」を果たした。
2006年は、シトロエンがワークス活動を休止したが、プライベーターのクロノスチームから引続きクサラで参戦。苦戦を予想されたが、第9戦ドイツでは史上初の同一イベント5連勝を達成し、第11戦日本においてカルロス・サインツの持つ通算勝利記録26を更新する27勝目を達成した。第12戦キプロスで勝利しチャンピオンに王手をかけた2日後、マウンテンバイクを乗車中に転倒し右上腕を骨折。残り4戦の出場を断念し、タイトル防衛が危ぶまれた。しかし、第14戦オーストラリアにおいて、ドライバーズランキング2位のマーカス・グロンホルムが5位に終わったことで2006年シーズンのドライバーズチャンピオンが決定した。この時、ローブは自宅からインターネット中継で「不思議な気分だ」と語った。この年は、エントリーしたレースの全てでポディウムに立った。
2007年は､シトロエンワークスが新型マシンシトロエン・C4 WRCで復帰。第11戦ニュージーランドでは、グロンホルムと最終ステージのスーパーSSまで決着がもつれ込み、0.3秒差で優勝を逃した。グロンホルムの日本・アイルランドでの2戦連続リタイアもあり、最終戦ラリーGBでトミ・マキネン以来史上二人目となる4年連続チャンピオンを獲得した。

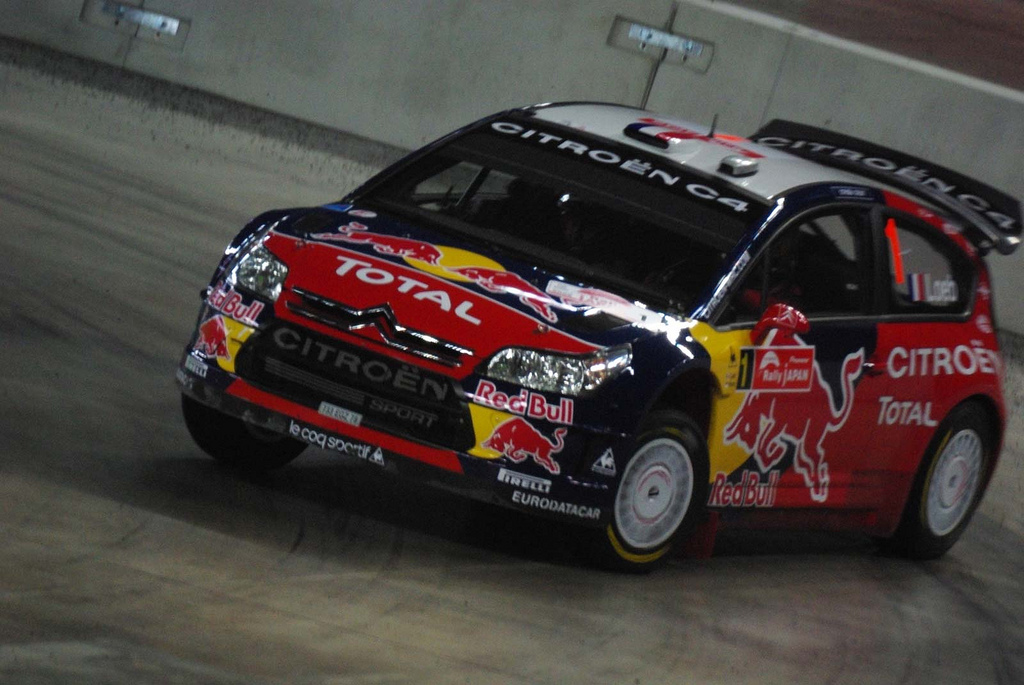
2008年ラリージャパン - 札幌ドームでのスーパースペシャルステージ

2008年は、フォードのミッコ・ヒルボネンと激しいチャンピオン争いを繰り広げたが、全15戦中11勝を記録し、自身の持っていたシーズン最多勝記録を更新。第14戦日本で史上初の5年連続チャンピオンを獲得した。
2009年も､フォードのヒルボネンとのチャンピオン争いは大接戦となった。1ポイントのリードを許して迎えた最終戦ラリーGB、ローブが優勝して逆に1ポイント差をつけて6年連続チャンピオンを獲得した。
2010年は、次世代の若手選手の挑戦を受けたが、フォードのヤリ＝マティ・ラトバラとシーズン後半のグラベルでチームメイトとなったセバスチャン・オジェを引き離し、地元アルザス地方での初開催となった第11戦フランスで7年連続チャンピオンを達成した。なおこの年はWRC史上「最も圧倒的なシーズン（理論上獲得可能なポイント総数に対する、王者が実際に獲得したポイント数の割合が84.92%で歴代1位）」となり、2022年現在も更新されていない。
2011年は、新WRカー規定で開発されたシトロエン・DS3 WRCで参戦。この年はフォードのヒルボネンとチームメイトとなったオジェの急成長により、タイトル争いはさらに接戦となった。アクロポリスではチームオーダーを巡る一件によってオジェとの関係が悪化したが、ローブはシトロエン上層部と2年の契約延長を結び、オジェはフォルクスワーゲンへと移籍したため、チームの絶対的No.1に返り咲いた。シーズン後半はヒルボネンに8ポイント差まで迫られたが、最終戦ラリーGBでヒルボネンが先にリタイアしたため、8年連続のドライバーズチャンピオンが決定した。

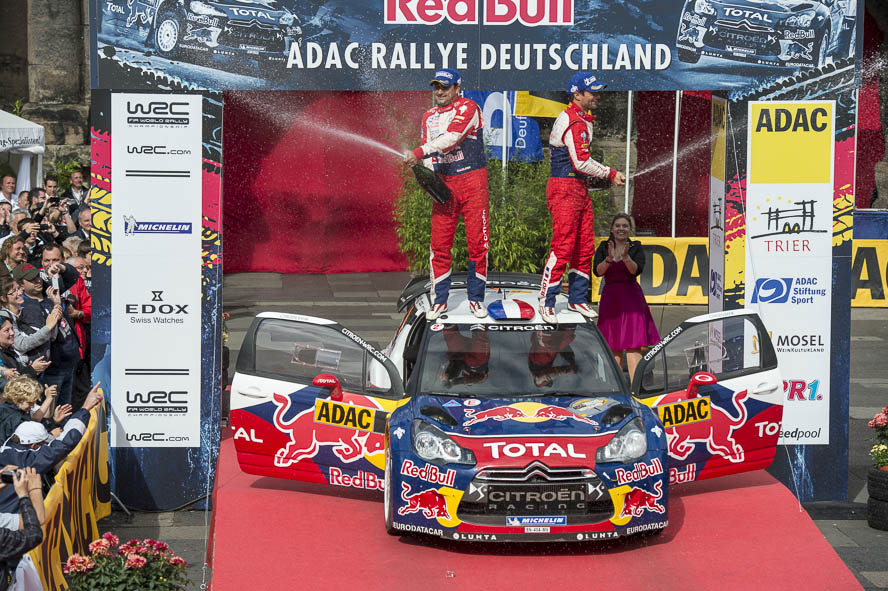
2012 ラリー・ドイチュラントで優勝したローブ/エレナ組

2012年は、オジェに代わって加入したヒルボネンのサポートを受けた。9月27日、パリモーターショーで行われた記者会見の席上で、2013年は引き続きシトロエンチームには留まるものの、モンテカルロなど一部のイベントのみに出場する方針が発表され、事実上WRCの一線から退くことが明らかになった。第11戦フランスにて9年連続の、自身最後となるドライバーズチャンピオンを獲得した。
2013年は開幕戦モンテカルロ、第2戦スウェーデン、第5戦アルゼンチン、第11戦フランスのみ出場。フォルクスワーゲンのエースとなったオジェと最後の「セバスチャン対決」を演じ、モンテカルロとアルゼンチンで優勝して、通算勝利回数が78勝に達した。WRC引退の場として選んだ地元フランスでは、最終日に横転事故を起こしてリタイア。出生地アグノーでのステージを迎える前の幕切れとなったが、ラリー終了後には偉大な英雄を讃えるセレモニーが行なわれた。
WTCC転向後の2015年、モンテカルロにシトロエンからスポット参戦し、2年ぶりのWRC復帰を果たす。序盤からトップをキープするが、DAY2 SS8にて左リアをヒットし破損。 SSは完走するも、規定時間内にサービスへ戻ることが出来なかった為、DAYリタイアとなり順位を落とし、ラリー2規定にてDAY3に復帰し最終的に8位でフィニッシュした。
2017年はシトロエン・C3 WRCのプライベートテストに参加し、2018年はシトロエンからWRC3戦にスポット参戦することが決定した。3年ぶりのWRC出場となったメキシコではパンクで後退するまで一時総合首位を走行。3戦目のスペインでは最終日にタイヤ選択が的中してトップに浮上し、2013年のアルゼンチン以来5年半ぶりとなるWRC通算79勝目を記録した。
2019年もスポット参戦が囁かれたが、2018年シーズン終了後にメインスポンサーのアブダビがスポンサーを降りたため、一転シトロエンからの参戦が困難になった。また同年主戦場であったラリーレイドやラリークロスからもプジョーが撤退したことにより、PSAでの居場所は事実上無くなった。2018年12月に韓国のヒュンダイとのパートタイム参戦契約を結び、17年間に渡るPSAとの蜜月の日々に別れを告げた。

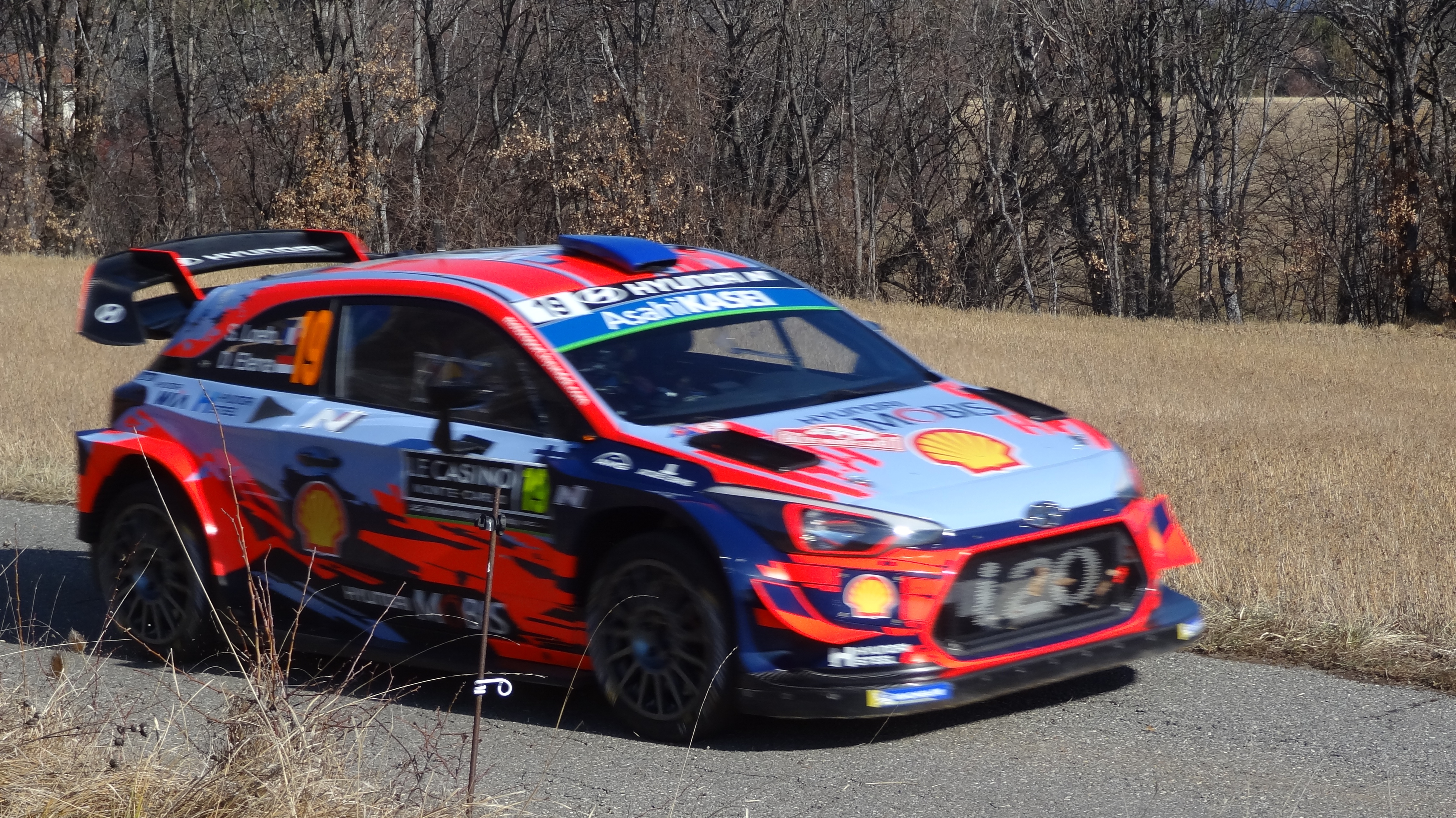
2019年ラリー・モンテカルロにてヒュンダイ・i20クーペWRCをドライブ

この年はシトロエン時代のチームメイトダニ・ソルドとシートを共有し6戦に参戦。固定ナンバー導入で「19」を選択した。第6戦チリではオジェと激しい2位争いを繰り広げたが、僅差で敗れ3位となった。第13戦スペインは初日首位に立ったが、その後はペースが上がらず4位に終わった。
2020年も引き続きヒュンダイから6戦に参戦。前年の固定ナンバーは「19」だったが、この年から自身のチャンピオン獲得数である「9」に変更した。第5戦トルコでは表彰台に上った。そして、エクストリームEに参戦するためにチームを離れることになった。
2021年　9月に行われたラリー・モンブランヌではエレナとともにプジョー・306 Maxiを駆り、ヒストリッククラスながら現役のWR5車両やラリー2マシンからベストタイムを取り合い、最終ステージまで総合3位を走行した（最終ステージでメカニカルトラブルが発生し、総合6位でフィニッシュ）。ヒストリック部門では当然圧倒的な速さで勝利した。
2022年はMスポーツからフォード・プーマ ラリー1でスポット参戦。コドライバーは長年の友人で普段は数学教師の女性であるイザベラ・ガルミッシュへと交代。固定ナンバーは再び「9」から「19」に変更した。同じくスポット参戦に切り替えたばかりのオジェと開幕戦モンテカルロでデッドヒートを繰り広げた末、初めて組んだコドライバーとのデビュー戦で47歳で通算80勝目、モンテカルロは8勝目という金字塔を打ち立てて、普段ラリーに興味のないレースファンたちの耳目をも集めた。さらに驚くべきことに、この時のローブは前週にダカール・ラリーを終えて2位表彰台を獲得したばかりで、累計19日間、39時間のタイムアタックの末の殊勲であったまた自身初のシトロエン以外のマニュファクチャラーでの勝利となった。その後もWRCにスポット参戦するが、サファリ以外はすべてで首位走行中、冷却系や電気系統のトラブルに悩まされリタイアしている。
2023年はヨーロッパ・ラリー選手権（ERC）への復帰を目指すアゾレス・ラリーの主催者が資金負担の上、ゲストとしてローブを招致。ローブはぶつけ本番でシュコダ・ファビアRS Rally2をドライブし、半分のSSでトップタイムを獲得し、優勝した。
フランスラリー選手権のラリーシャルルマーニュに26年ぶりにフォルクスワーゲンポロGTIラリー2で出走。総合優勝を果たした。
2024年、誕生日にグウェン・ラグルエのマシンポルシェ911RGT＋をテストドライブした。6月にサラザンモータースポーツからフランスのラン・トロフィ・イベントにガールフレンドであり、ラリーコ・ドライバー＆レースカードライバーでもあるラウレーネ・ゴデイと組んで参加。ここでも総合優勝を果たした。ステージではジャンクションのいくつかで、ドーナツターンを披露して観客を沸かせた。このイベントでの路面はグラベルとターマックとのミックスだった。9月5日から7日にフランスラリー選手権のラリーモンブランへ参戦。アルピーヌA110RGT＋を駆る。初のRGTマシンのはずなのに数々のラリー2マシンを下し総合優勝を果たした。

### WTCC、World RX

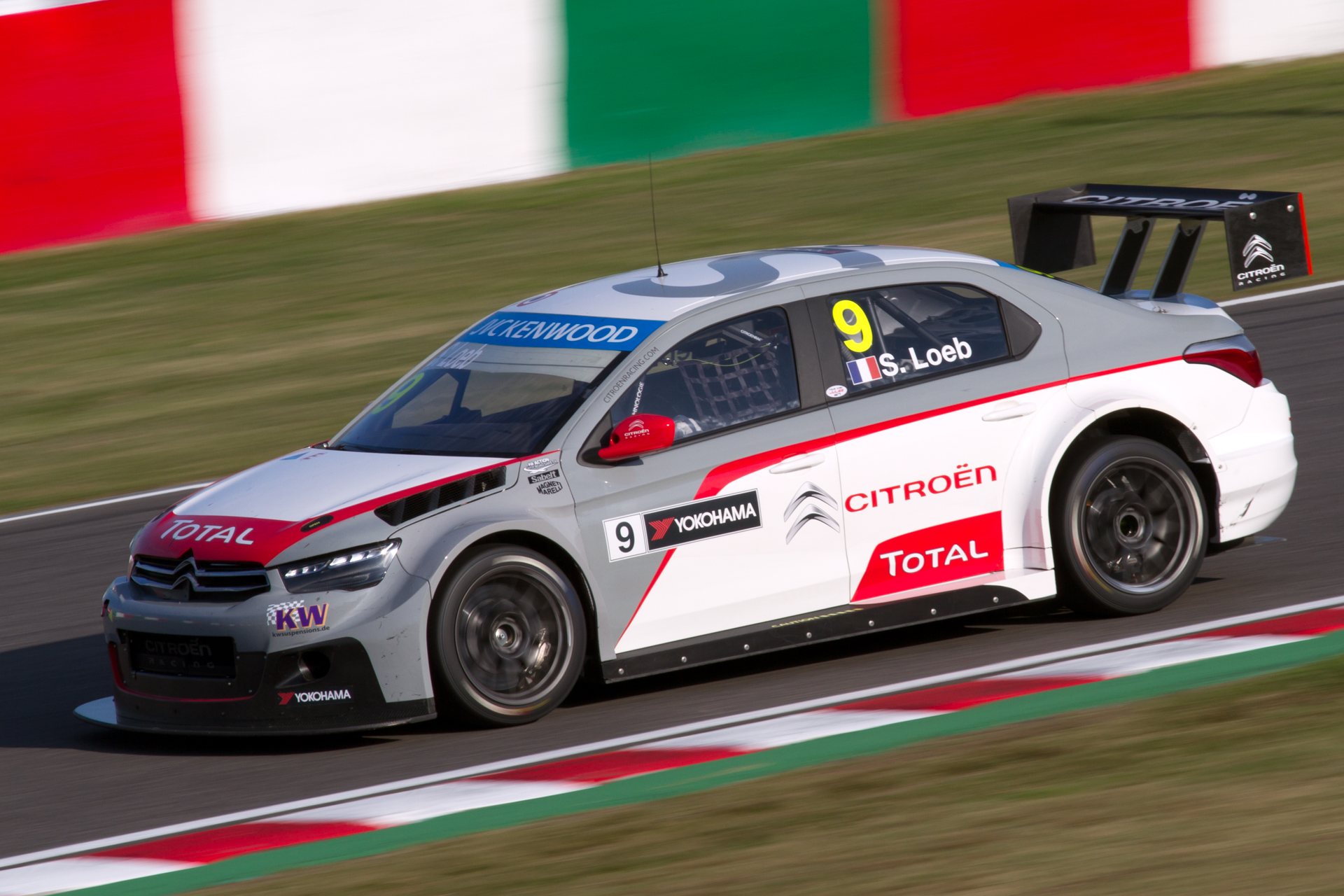
2014年 WTCC鈴鹿

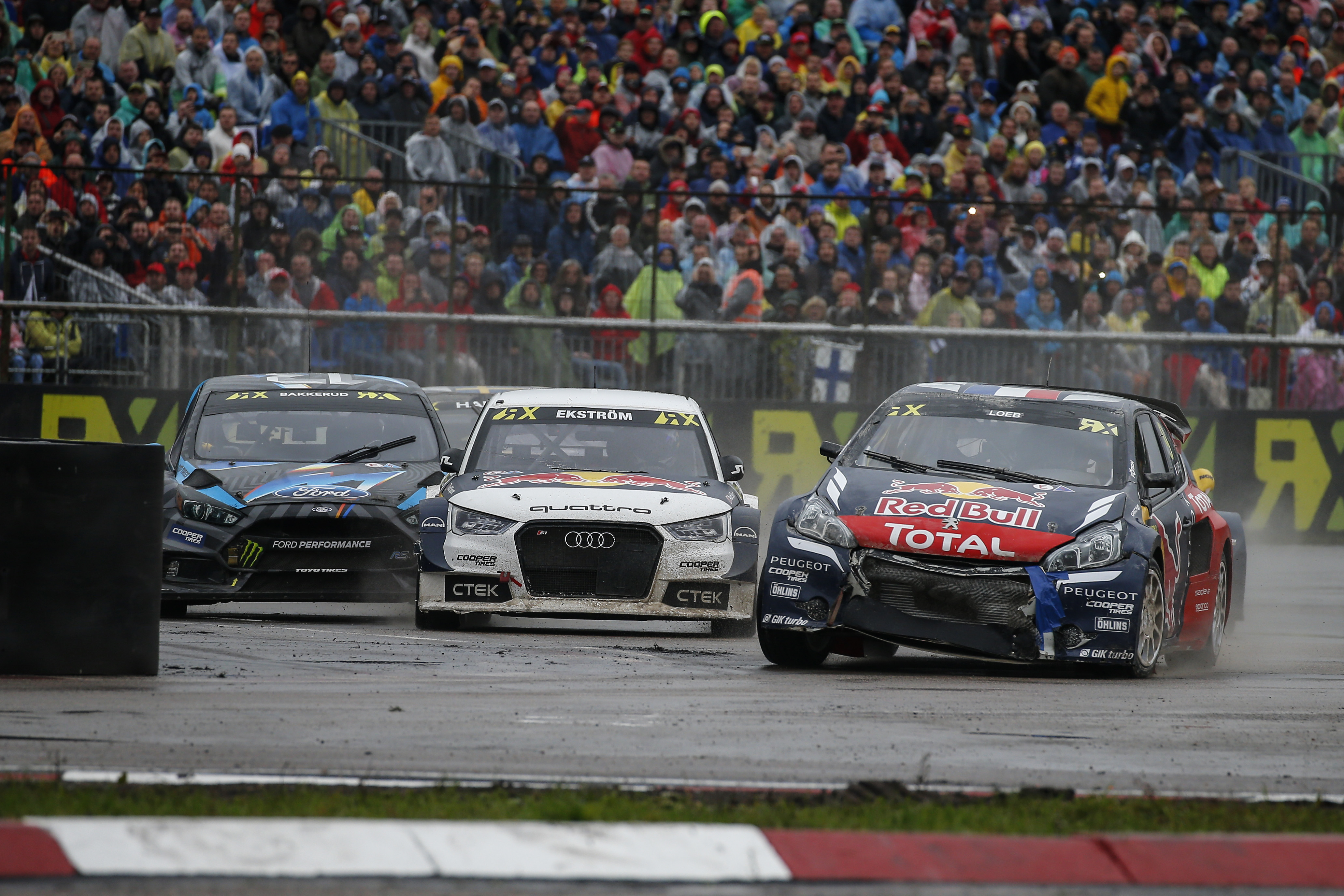
2016年 World RXラトビア

2014年、ローブは世界ツーリングカー選手権 (WTCC) に転向し、シトロエンワークスチームのC-エリゼWTCCに乗る。シトロエンはWTCC初参戦ながらシリーズを完全支配し、ローブは開幕戦モロッコのレース2で初優勝を飾る。最終的にチームメイトのイヴァン・ミュラーとホセ・マリア・ロペスに次ぐランキング3位で初年度を終えた。
2015年も同じ体制でWTCCに参戦。年間勝利数を前年の2勝から4勝に増やすが、ロペス、ミュラーに次ぐランキング3位は変わらず。2016年からダカールラリーへ挑戦するため、15年間栄光を共にしてきたシトロエンとの関係を終え、同じPSAグループに属するプジョー・スポールよりダカールラリーに参戦することを決めた。
2016年はレギュラーシリーズとして世界ラリークロス選手権 (World RX) に参戦。プジョーが支援するハンセン・モータースポーツ (Hansen Motorsport) に所属し、プジョー・208 WRXをドライブ。WRC時代の好敵手ペター・ソルベルグ（2014・2015年World RX王者）と再び同じ場所で戦うことになる。第10戦ラトビアで初優勝し、フルウェットの路面でラリー経験が役立ったと語った。この年の年間ランキングは5位。
2017年以降も継続参戦したがフォルクスワーゲンとヨハン・クリストファーソンが猛威を振るったため、2018年に1勝をもぎ取るのが限界であった（最高ランキング4位）。2018年を持ってプジョーは撤退したため、ローブのラリークロスのキャリアも一旦の幕が引かれた。World RXでは現在までで2勝と少ないが、表彰台に上る確率は5割を超える。
2023年4月17日、スペシャル・ワン・レーシングから5年ぶりにWorld RXにフル参戦することが発表された。使用マシンはランチア・デルタEVO e-RX。彼自身もこのデルタがWRCで活躍してた頃に育っていたということもあり、憧れのマシンだったことが語られた。
彼にとって電動RX初となった開幕戦ポルトガルで、早速『史上最高のドライバー』と呼ばれる理由の一つである対応力を見せつけ、いきなりヒート2のレース1で勝利をもぎ取った。しかし、まだ未完成のマシン（マシン自体のデビューは昨シーズンの最終戦で、しかも1台だけであったので他チームより情報が圧倒的少ない）だったこともあり、決勝のグリッドの枠は最後の一枠をとるのが精いっぱいだった。決勝レースでは、一時期4位まで順位を上げるものの最終的にはパンクのせいで最下位まで落ちてしまった。

### ラリーレイド

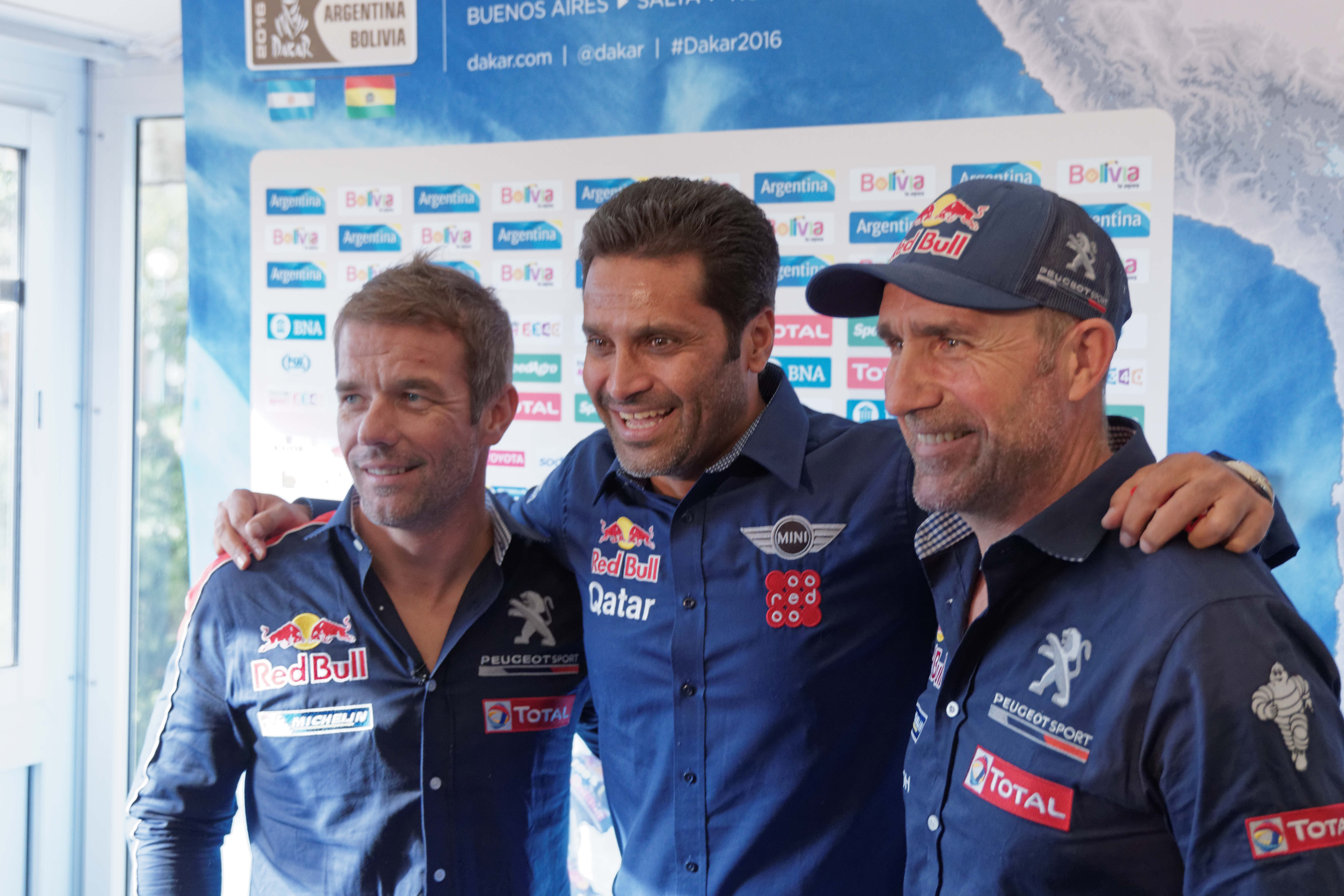
2015年末、ダカールのレジェンドたちと（左:ローブ/中:ナッサー・アル＝アティヤ/右:ステファン・ペテランセル

2016年からダカール・ラリーにも挑戦。シトロエンと同一グループのプジョーより、2008 DKR Maxiをドライブする。ナビゲーターはWRC時代のダニエル・エレナとのコンビを再結成した。4つのステージを制すなど総合首位を争うが、転倒の影響などがあり総合9位で完走した。
2017年はマシンがプジョー・3008 DKR Maxiにモデルチェンジ。チームメイトの「ミスター・ダカール」ことステファン・ペテランセルと激しい優勝争いを展開したが、終盤のパンクなどで惜しくも5分遅れの2位となる。

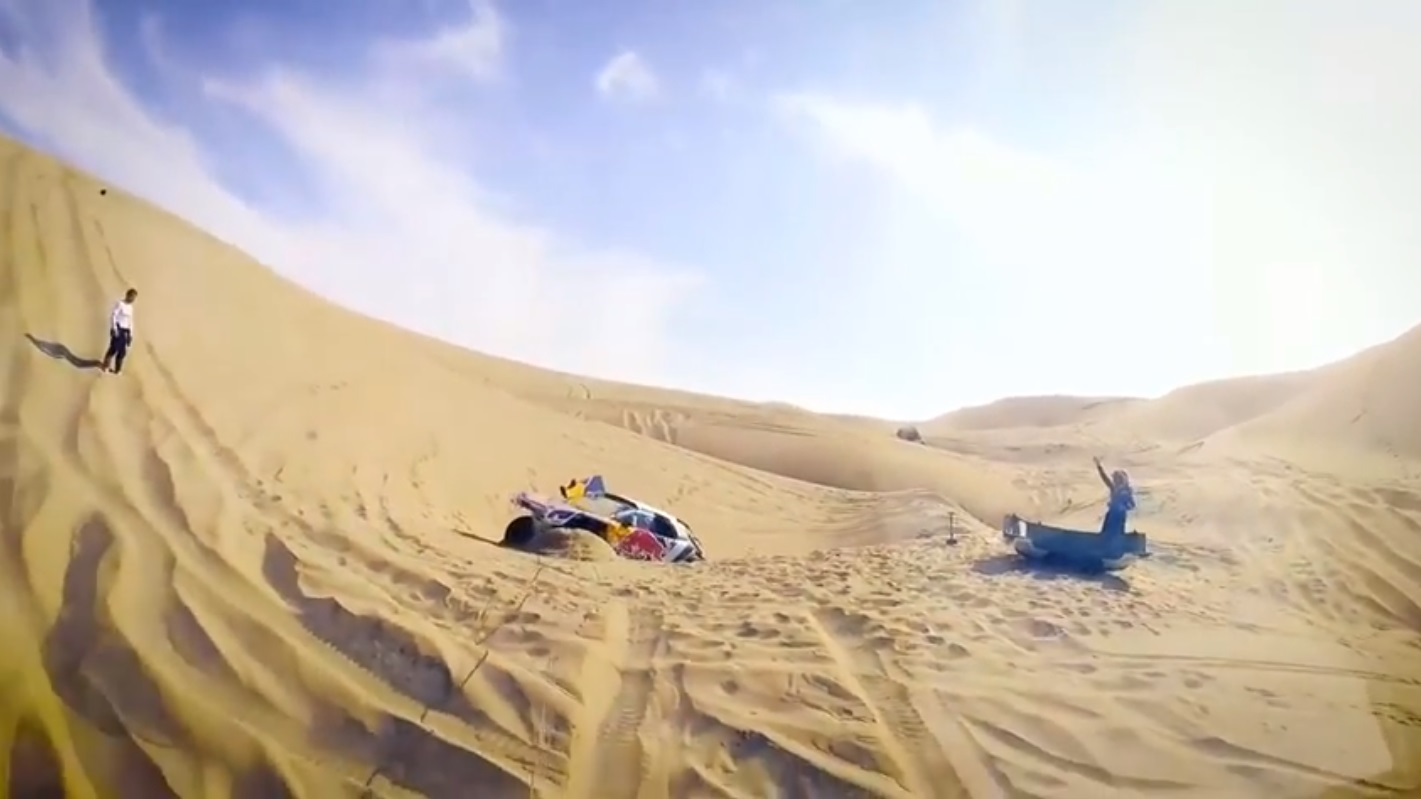
スタックしたローブのマシン

2018年も同じ体制でダカールに継続参戦。4日目はトップタイムであったが、5日目砂丘で他車を避けた際深みに転げ落ち、エレナが尾骨を骨折。リタイアを余儀なくされた。
2019年はプジョーのワークスが撤退するが、グループPSAと関わりが深く、ローブ自身もWRCデビュー前の育成時代から関わっていたプライベーターのPHスポールから3008 DKRで参戦。4度のステージ優勝を記録し、総合3位でフィニッシュした。
2020年は欠場し、2021年はバーレーン・レイド・エクストリーム（BRX）より、プロドライブ・ハンターを駆りダカールへ復帰。しかしリタイアに終わる。この大会直後、プロドライブの意向によりダニエル・エレナとのコンビを解消させられてしまった。
2022年は世界ラリーレイド選手権（W2RC）が発足した年であり、ローブは前年同様の体制の上この選手権にフル参戦となる。エレナに代わるナビゲーターは経験豊富なベルギー人のファビアン・ルルカンが就き、マシンはハンターT1+となった。新コンビのデビュー戦であり開幕戦のダカールではアウディ・MINI勢が脱落する中、プロドライブに初のステージウィンをもたらしながらTOYOTA GAZOO Racingのナッサー・アル＝アティヤにただ一人肉迫し、通算2度目となる総合2位でフィニッシュした。第4戦のラリーモロッコでは、初日は2度のパンクに見舞われながらも2日目ではその遅れを挽回。総合首位となっていた。しかし、その2日後の4日目は204キロ地点で機械のトラブルが発生、修復できずデイリタイアに。最終日の7日目、モロッコで2回目のステージウィン。ポイントロスを最小限に食い止めた。最終戦アンダルシアラリーではようやく運に恵まれ、3日目ステージはキャンセルとなったものの、初日から首位を守り抜き総合優勝を果たした。このイベントは彼にとってW2RC及びラリーレイドイベントでの初勝利となった。しかし年間ランキングでは運を味方につけたアル＝アティヤに惜しくも敗れ、年間ランキング2位で終えた。
2023年ダカールは前半にトラブルやパンクが相次ぎ早々に優勝争いから姿を消したが、休息日以降のステージは最終日以外全て勝利してアリ・バタネンの所持していた四輪部門のステージ連勝記録5を6に塗り替える活躍を見せ、総合2位まで挽回してフィニッシュした。合計7度のステージ優勝したことにより、W2RCのランキングでは首位に立った。
同年ソノラ・ラリーで骨折後にプロドライブ離脱の噂もあったが、2025年からプロドライブが運営するルノー傘下のダチアのワークスチームでドライブすることが2023年7月に発表された。これにより残留が確定するとともに、フランスメーカーと再び関わりを持つこととなった。
2024年W2RCのエントリーはせずダカールラリーに出走。なかなか運に恵まれず、今大会最初のステージベストが4日目と出遅れてしまう。全体的に浮き沈みも激しく、最終的には48時間ステージを含めた5度もステージベスト（優勝したカルロス・サインツは1度もベストを出せてなく、2位のメビウスもベストは1度のみ）を取りながらも総合3位に甘んじてしまい今年も念願のダカール制覇に届かなかった（3年連続ポディウム）。4月上旬、W2RCポルトガルにプロドライブからではなくレッドブルオフロードジュニアチームからT3クラスに電撃参戦。4日目に初のステージ優勝するもパンクやトラブルによって後退した順位は取り戻せなかった。クラス11位完走。10月中旬、半年ぶりにW2RCに登場。ラリー・ド・モロッコにダチアから参戦した。初日から出遅れてしまい、12位からの出だしに。しかし2日目ですぐさま挽回、3番手タイムを記録。総合5位に浮上。3日目にはステージ優勝を記録、総合3位に浮上した。しかし4日目は6番手タイムとなり順位を4番手に落としてしまう。しかし最終日再びステージ優勝を記録し、総合2位に浮上し子のラリーを終えた。このイベントはダチアにとってはデビュー戦であり、今回からローブのチームメイトであるナッサー・アル・アティヤーが優勝だったのでダチアはこのデビュー戦を1－2フィニッシュで終えた。

### その他の活動

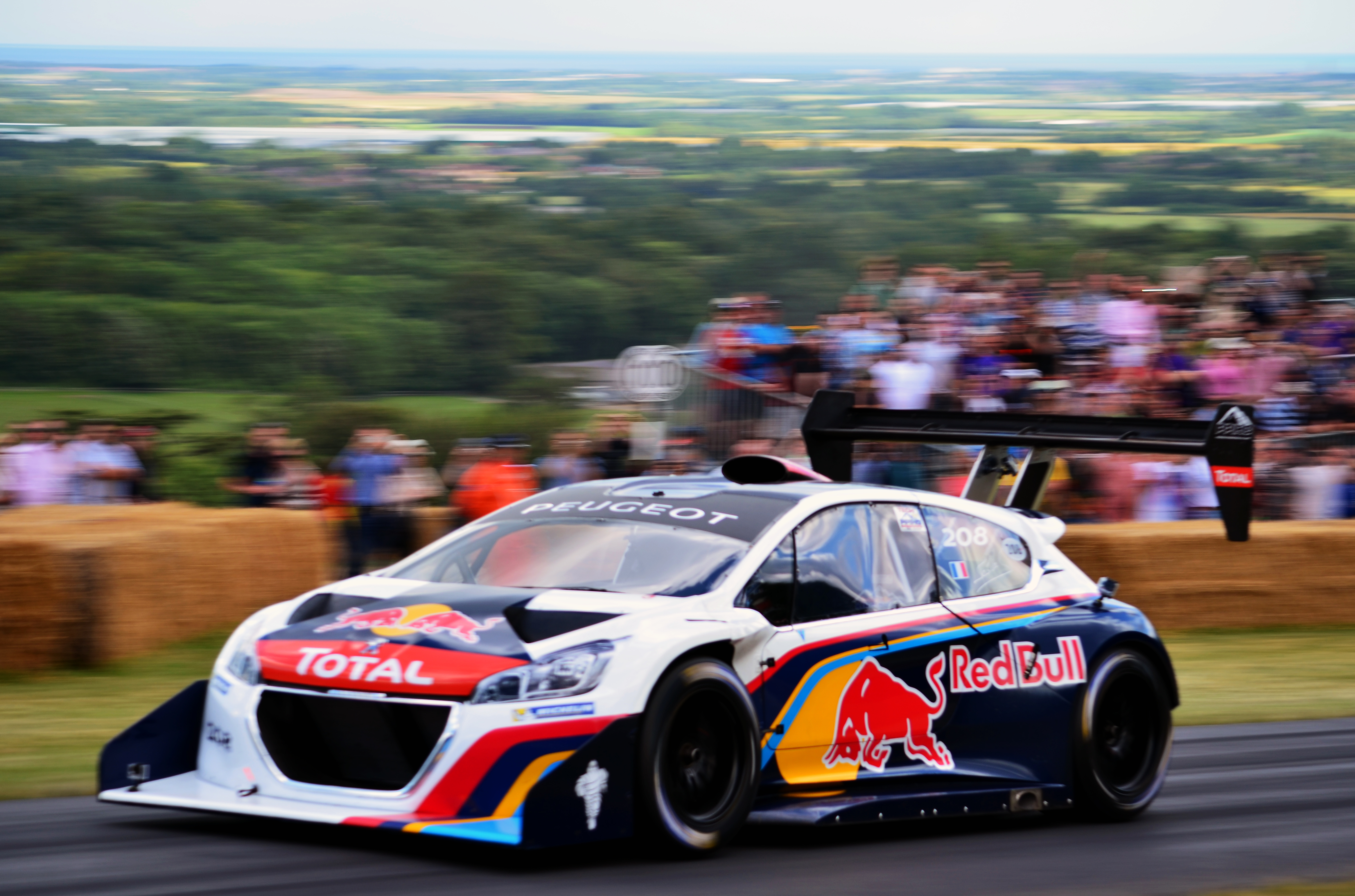
プジョー・208T16パイクスピーク

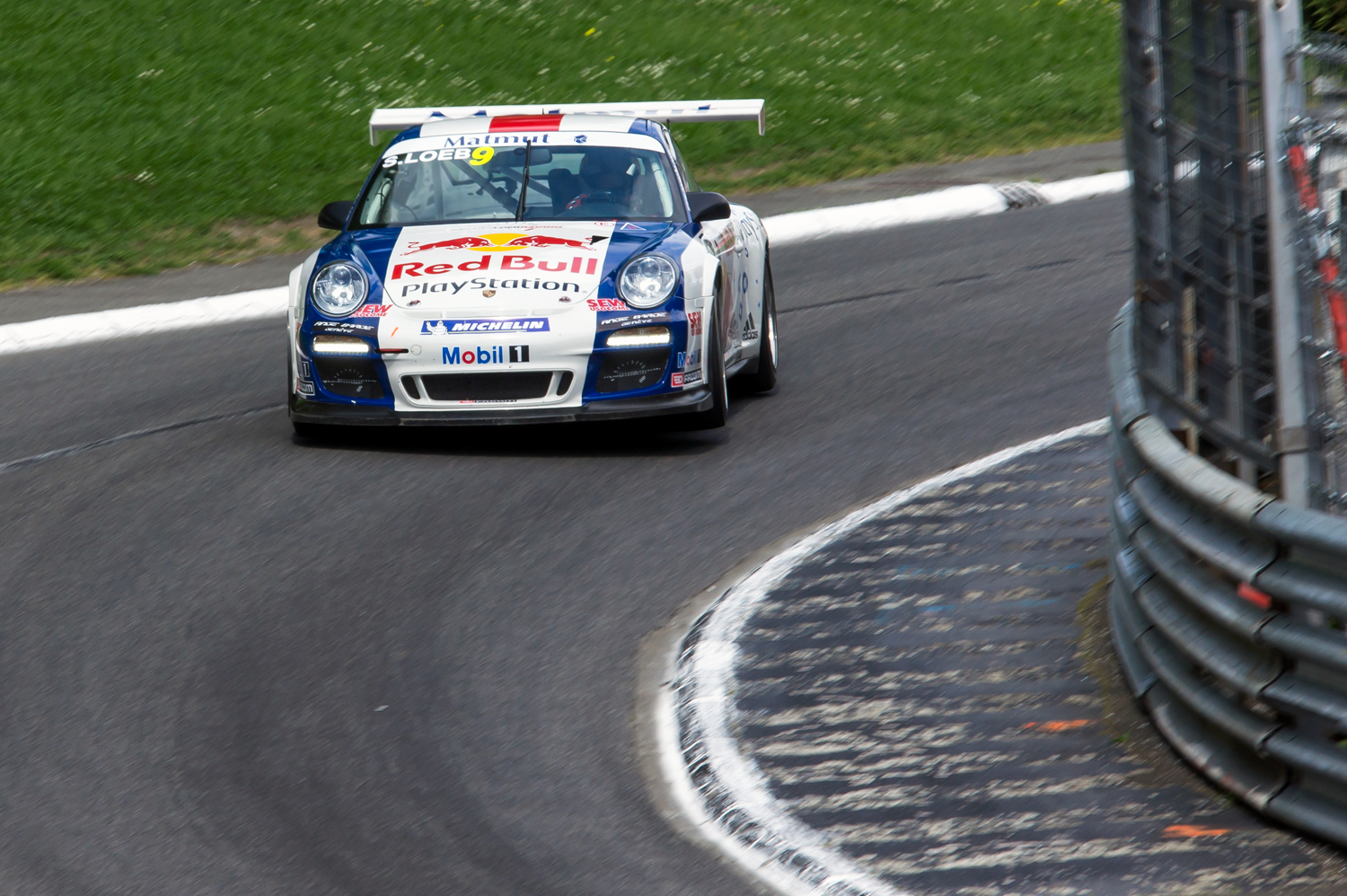
2012年ポー・グランプリでポルシェ・997 GT3をドライブ

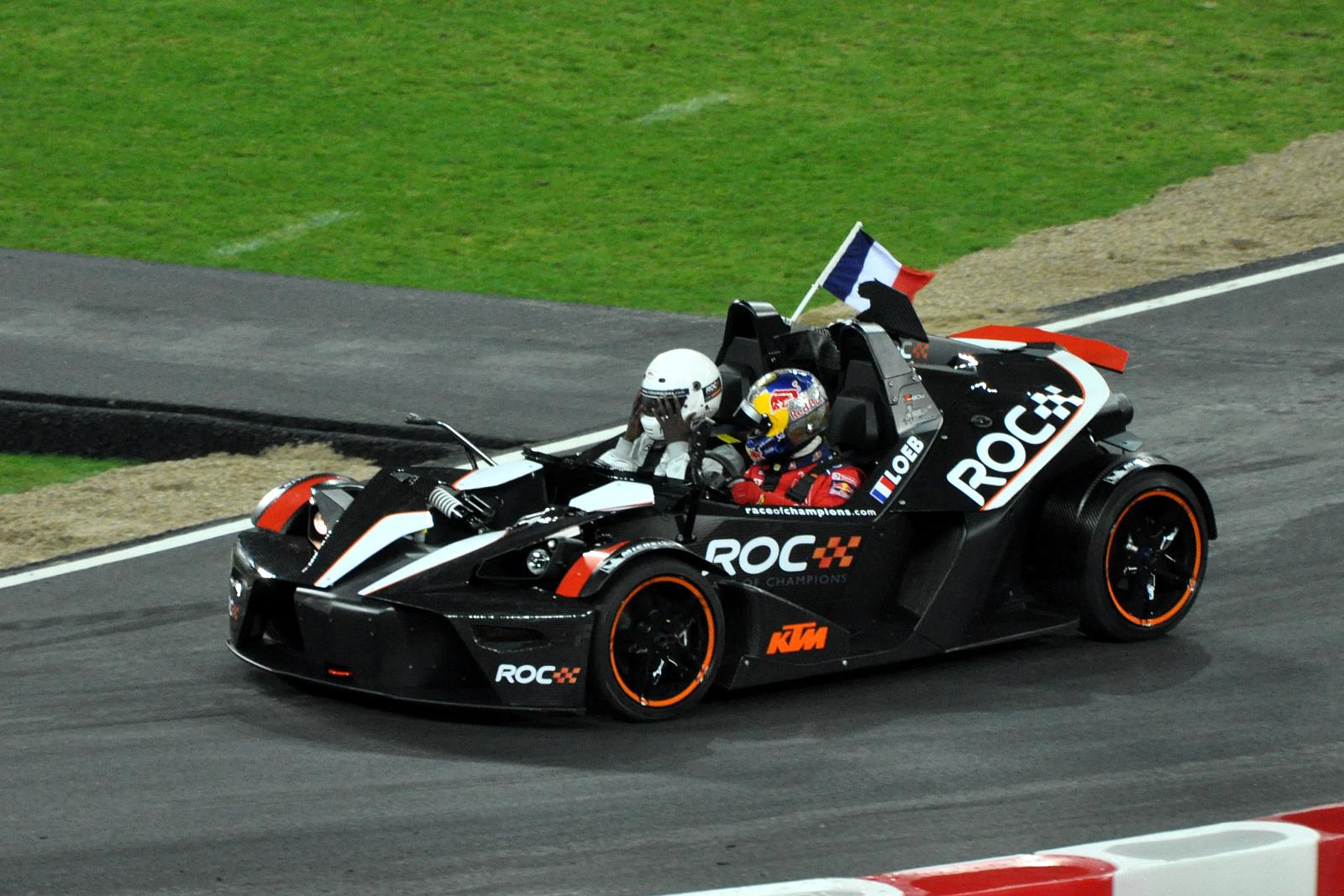
2008年RoCにてKTM・クロスボウをドライブ

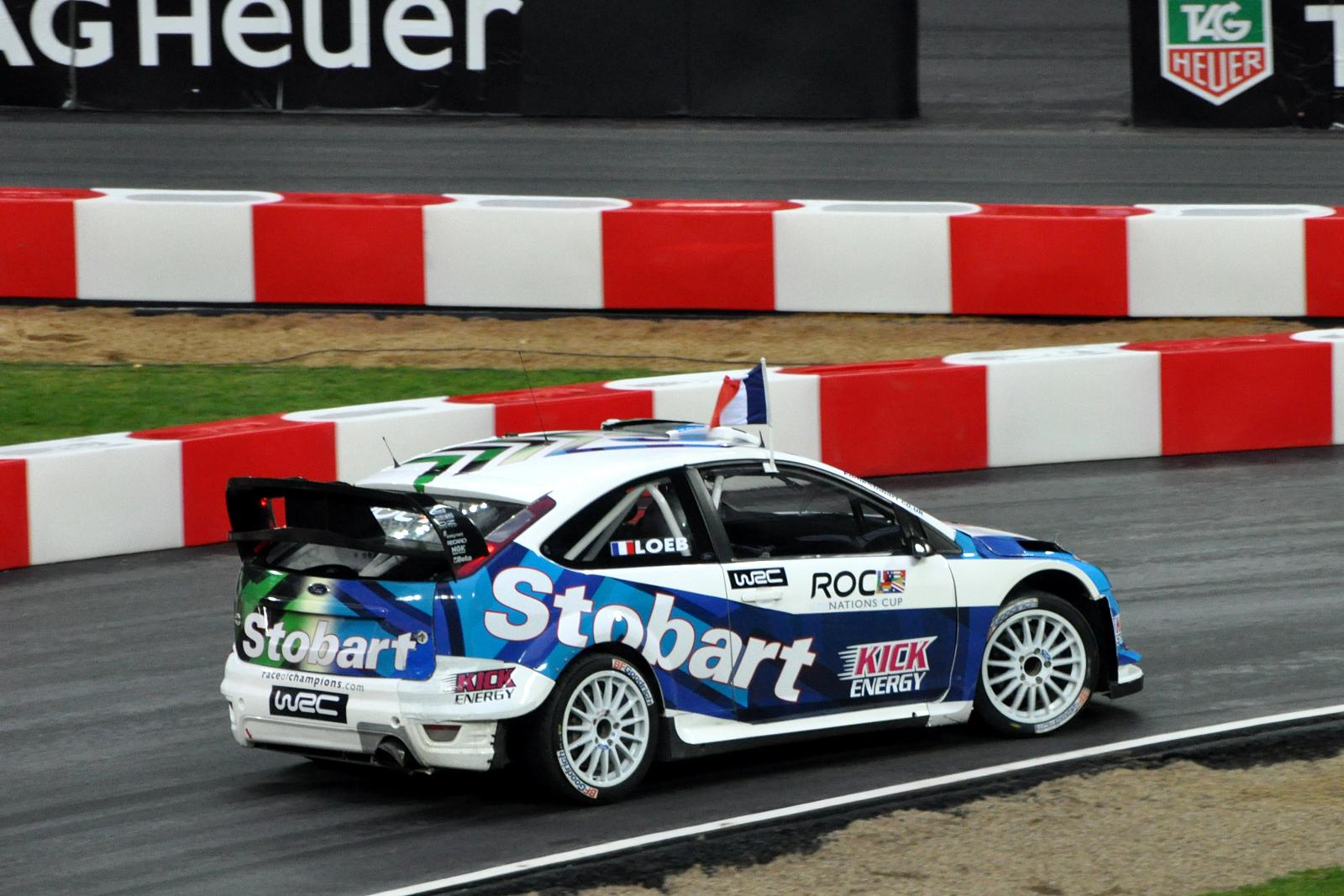
2009年RoCにてフォード・フォーカス RS WRCをドライブ

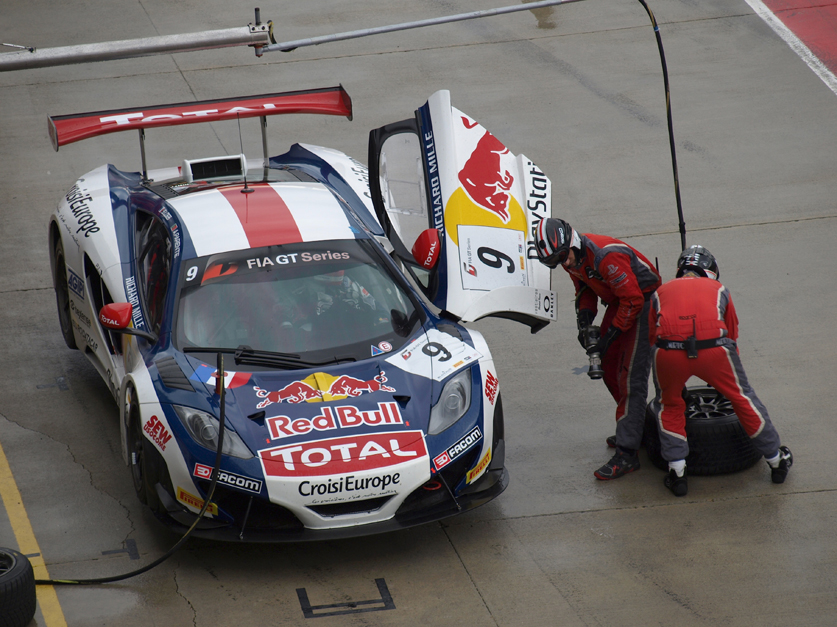
FIA GT選手権にて、ローブのマクラーレン・MP4-12C GT3

ローブはWRC王者時代より、スケジュールが重ならない範囲で他のカテゴリのレースに出場していた。プジョー・シトロエングループ (PSA) のモータースポーツの顔として活躍する一方、ラリーレイドやヒルクライム、RoC参戦、ラリークロス、アンドロス・トロフィー、ツーリングカー、GTレース、耐久レース、ル・マン参戦、F1＆F2テスト走行、ワンメイクレース、カートレース参戦、プライベートチーム（次項）設立など個人としてもレースに情熱を注ぐ姿勢がうかがえる。2輪のモータースポーツでは国内のトライアルや、モト2マシンのテスト走行もこなしていた。
2003年
各カテゴリの一流ドライバーが対戦するレース・オブ・チャンピオンズ (RoC) で優勝。
2005年
世界三大レースのひとつであるル・マン24時間レースにペスカローロ・スポーツチームから参戦。結果はリタイアしたものの、深夜の走行ではトップクラスと遜色ない走りを見せた。
RoCで2勝目。
2006年
ペスカローロから2年連続でル・マンに参戦し、総合2位で表彰台に上った。
2007年
ポール・リカール・サーキットにてF1マシンのルノー・R26をテストした。プジョー・シトロエングループとルノーはライバルメーカー同士だが、共通するスポンサーであるトタルの協力で実現した。
2008年
シトロエンのスポンサーであるレッドブルの計らいで、F1のレッドブル・RB4をドライブ。バルセロナ合同テストで8番手のタイムを記録した。
RoCで3勝目。
2009年
F1最終戦アブダビGPにトロ・ロッソ（レッドブル・レーシングの兄弟チーム）からエントリーする予定だったが、スーパーライセンスが取得できず実現しなかった。また、2010年からF1参戦を予定していたUS F1と接触したことが報じられた。
2012年
ロサンゼルスで行なわれたエックスゲームズのラリークロス競技に出場し、圧勝して金メダルを獲得した。
2013年
パイクスピーク・インターナショナル・ヒルクライムのアンリミテッドクラス（改造無制限）に初挑戦し、875馬力で875 kgのプジョー・208T16パイクスピークを駆り、従来のコースレコードを1分半縮めるタイムで総合優勝した。
ヨーロッパ・ラリークロス選手権のフランスラウンドにスポット参戦し9位。
FIA GTシリーズ第5戦の決勝レースで優勝。予選レースでは年間3勝だった。
2018年

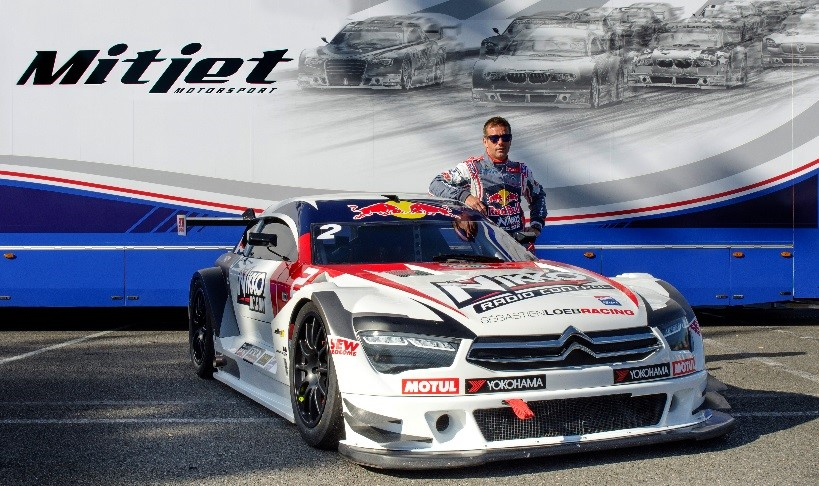
2015年ミトジェット・スーパーツーリズム車両とローブ

「セバスチャン・ローブ VS La fibre de SFR」と題してシトロエン・DS3 WRC 2015でジムカーナを行い、動画配信サイトで公開された。
2021年
新生カテゴリエクストリームEに、7度のF1王者であるルイス・ハミルトンのチーム「X44」から参戦した。チームメイトは三菱・エクリプスクロスでのダカール参戦経験を持つクリスティーナ・グティエレス。初年度の5戦全てで予選を制覇したが、不運にも優勝が最終戦の一度のみであったため、1位と同点ながらランキング2位と甘んじている。
2022年
レース・オブ・チャンピオンズ（RoC）8度目の参戦。史上初となる雪と氷に包まれたRoC（スウェーデン）となったが、ファイナルで元F1王者セバスチャン・ベッテルとのセバスチャン対決を制し、チャンピオンオブチャンピオン獲得数を歴代一位タイ（もう一人はディディエ・オリオール）の4度に伸ばした。またファイナル進出回数も自身の持つ最多記録を8回へ更新した。ドイツツーリングカー選手権（DTM）でも開幕戦ポルトガルに、アルファタウリ・AFコルセから出走している。彼にとっては10年ぶりとなるGT3の公式イベントだったが、他のサーキット専門のレーシングドライバーと遜色ない走りをみせた。今シーズンのエクストリームEでも運がなく第4戦のチリでようやく優勝を掴み取った（マックスポイント）。タイトル争いはポイントリーダーのロズベルグXレーシング（RXR）に対し、最終戦ウルグアイで17ポイント差で追う厳しい展開となった。更にQ1でパートナーのグティエレスが横転しながら宙を舞う大クラッシュ。Q1はリタイアに追い込まれる。しかしRXRはQ1でナッサー・アル＝アティヤにオーバーテイクされる際、接触されてしまい同じくリタイア。タイトルに限りなく近い2チームがまさかの最下位争いになってしまう。Q2ではクラッシュの影響が強く残り、最下位フィニッシュ。しかしエキサイトエナジーレーシングがスウィッチゾーンでペナルティを受けたことにより、4位でQ2を終えることになった。RXRでは今度はミカエラががドライブミスにより、クラッシュ。またもやリタイアへ。Q2で勝ち上がれなかった2台は敗者復活戦のクレイジーレースで激突。Q2をトラブルなく走り切ったX44が1コーナーで先行したことにより勝負は決した。RXRはこのクレイジーレースでも軽い接触がいくつかあり、その衝撃により完全にリタイアとなった。X44がタイトルを獲得するには2位以上または、3位＋トラクションチャレンジに勝利することとなった。結果、X44は後者の3位獲得とトラクションチャレンジに勝利し、2ポイント差で劇的逆転タイトルを決め、昨年の優勝者と同一ポイントながら2位に甘んじた雪辱を果たした。
2023年
9月2日から4日まで開催されたのフランス・ラリークロス選手権の「ロエアック」ラウンドでチーム・パトリック・ギレルム・ラリークロス（PGRX）からヒュンダイ・i20RXスーパーカーをドライブし、優勝を果たした。エクストリームEではナッサー・アル＝アティヤーの代理としてABTクプラから2ラウンドに復帰。今年はダブルヘッダー戦。1ラウンド目、RXドライバーでもあるクララ・アンダーソンと初めて組んだが、表彰台には登れなかったものの昨年チャンピオンの速さと安定性は健在だった。2ラウンド目、アンダーソンとも慣れ始め、決勝レース2回とも表彰台に上った（このラウンドでは2回表彰台に上れたのは唯一のチーム）。Q1、Q2でも速さは健在で優勝したヒートもあった。11月下旬、クラフトレーシングからアルティメットカップシリーズ最終戦の耐久クラスに出走。ガールフレンドであるラウレーネ・ゴデイとグレゴリー・ラウニエーと組み完走した。
2024年
オルチドレーシングから24Hシリーズの開幕戦12hムジェロへ参戦。フランス人レジェンドドライバーであるロマン・デュマの他、ラウレント・ミスバチ、ロイク・ヴィリガー、スイス人アレクサンドル・モテットと共にポルシェ・911 GT3（963号車）をドライブし、992クラスで2位に入り、GTレースでは久々に表彰台へ上った。同チームのもう一台のマシンである917号車にはローブのラウレーネ・ゴデイもドライブした。6月25日にはオリンピックの聖火ランナーを務めた。11月10日 - 12日のアルティメットカップ最終戦に同郷のゴメス・オリバーと組みヴォルテックスレーシングから出走。レース序盤に最終コーナーで接触されてスピンするも最終戦にGTクラス3位でフィニッシュ。アルティメットカップ初表彰台を獲得した。

## セバスチャン・ローブ・レーシング

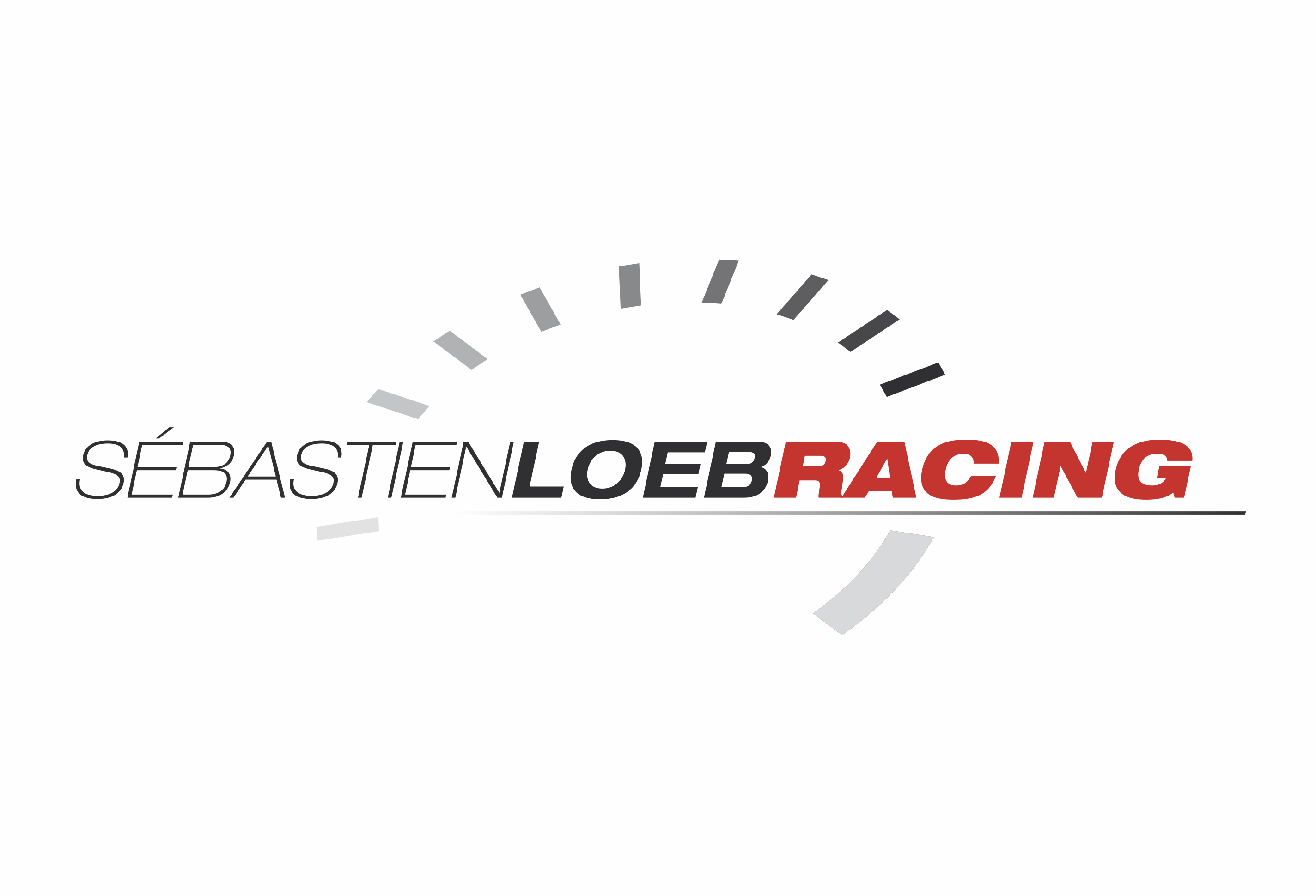
チームロゴ

2011年末にローブはル・マン再参戦を視野に入れ、プライベートチームのセバスチャン・ローブ・レーシング (SLR) を設立。
以降同チームは時にはローブを擁して、時にはローブとは独立して色々なカテゴリーのラリー、ラリーレイド、ヒルクライム、RX、アンドロストロフィー、ツーリングカー、GT、ELMSなど様々なカテゴリに参戦している。

## ドライビングスタイル
モータースポーツのトップカテゴリでは異例の9年連続チャンピオンという長期覇権を築き上げ、圧倒的な強さから「ラリー界のシューマッハ」とも呼ばれる。同世代のよきライバルであるペター・ソルベルグと比較すると、ドライビングスタイルに派手さがない正確なグリップ走法はカメラマン泣かせといわれた。WRCでは後輪を滑らすドリフト走法が主流派だったが、ローブの登場以後、タイヤのグリップ力を無駄なく使いきるドライビングスタイルでなければ勝てなくなったといわれる。ただし最初からマシンを曲げておいて後から姿勢を調節できるドリフトに比べると、ターンインの速度やコーナーの曲率を見誤った場合はリカバリーが効きづらいというリスクと隣合わせであり、結果を出すためには高度で精密なドライビング技術が要求される走り方でもある。
攻め所と慎重さの判断にも優れ、極めてミスが少ない上に、どのようなコンディションも苦手としない。元々はターマック（舗装路面）系のドライバーだったが、WRCでは路面を選ばないオールラウンダーとして才能を開花させた。中でも雪のラリー・スウェーデンを、史上初めて北欧系ドライバー以外で制したことは特筆される。ル・マン24時間での総合2位など、ラリーとは性質が異なるサーキットレースでもその才能を発揮している。

## エピソード
物静かな甘いマスクにブルーの澄んだ瞳は人々を惹き付け、女性ファンも多いが、派手な言動は少なく真面目で控えめ。勝っても負けてもほとんど感情的にならず淡々としており、冷静かつ正確なドライビングと相まって「アイスクール・セブ」の異名がついた。一方プライベートではインタビューの日でもギリギリまで寝ていたことがあるなど、極めて自然体である。
2005年にガールフレンドのセブリーヌと結婚し、2007年には公式サイトで懐妊が報告された。セブリーヌとはペアを組んでローカルラリーに参加することがある。2009年にはフランス選手権最終戦ラリー・デュ・ヴァールにセブリーヌをコ・ドライバーとして出場。セブリーヌのナビゲートミスにより3分のペナルティを受けDAY2でトップから34秒遅れの2位。「明日はドライバーに頑張ってもらわなくちゃ」というセブリーヌのコメント通り、DAY3で2位に大差をつけて圧勝した。
コロナ禍では娘のために庭に作ったトランポリンで、自分も宙返りを楽しむ様子をSNSにアップしていた。
2007年秋、シトロエンはC4 2.0 VTSの特別使用車として「C4 by LOEB」を限定生産した。
2009年5月、5度の世界チャンピオンなどフランスに対する功績からレジオンドヌール勲章を授与された。
PlayStation 3のドライビングシミュレーター「グランツーリスモ5」に本人役として出演。「セバスチャン・ローブ ラリーチャレンジ」と題したステージのオープニングで、グラベルステージの走り方などについて解説している。
2016年には、「セバスチャン・ローブ ラリー evo」というローブが監修、及び彼の経験に基づいて開発されたラリーゲームが、MILESTONE社より発売された 日本ではPlayStation 4用が日本語版として発売された。
「リチャード・バーンズラリー」でもあったように、林道など実際の道を最先端の画像能力で表現し、天候の変化などによる路面の変化も忠実に再現されている。

## 成績

### WRCでの年度別成績
| 年   | エントラント                    | 車両                           | 1      | 2       | 3       | 4       | 5       | 6       | 7       | 8     | 9       | 10      | 11      | 12      | 13      | 14      | 15      | 16      | WDC  | ポイント |
| ---- | ------------------------------- | ------------------------------ | ------ | ------- | ------- | ------- | ------- | ------- | ------- | ----- | ------- | ------- | ------- | ------- | ------- | ------- | ------- | ------- | ---- | -------- |
| 1999 | エキープ・ド・フランスFFSA      | シトロエン・サクソ・キットカー | MON    | SWE     | KEN     | POR     | ESP Ret | FRA 19  | ARG     | GRE   | NZL     | FIN     | CHN     | ITA 21  | AUS     | GBR     |         |         | NC   | 0        |
| 2000 | シトロエン・サクソ・キットカー  | シトロエン・サクソ・キットカー | MON    | SWE     | KEN     | POR     | ESP     | ARG     | GRE     | NZL   | FIN Ret | CYP     |         |         |         | GBR 38  |         |         | NC   | 0        |
| 2000 | エキープ・ド・フランスFFSA      | トヨタ・カローラWRC            |        |         |         |         |         |         |         |       |         |         | FRA 9   | ITA 10  | AUS     |         |         |         | NC   | 0        |
| 2001 | セバスチャン・ローブ            | シトロエン・サクソ・キットカー | MON 15 | SWE Ret | POR     |         |         |         |         |       |         |         |         |         |         |         |         |         | 14th | 6        |
| 2001 | セバスチャン・ローブ            | シトロエン・サクソVTS S1600    |        |         |         | ESP 15  | ARG     | CYP     | GRE 19  | KEN   | FIN 28  | NZL     |         | FRA 13  | AUS     | GBR 15  |         |         | 14th | 6        |
| 2001 | オートモビールズ・シトロエン    | シトロエン・クサラWRC          |        |         |         |         |         |         |         |       |         |         | ITA 2   |         |         |         |         |         | 14th | 6        |
| 2002 | オートモビールズ・シトロエン    | シトロエン・クサラWRC          | MON 2  | SWE 17  | FRA     | ESP Ret | CYP     | ARG     | GRE 7   | KEN 5 | FIN 10  | GER 1   | ITA     | NZL     |         | GBR Ret |         |         | 10th | 18       |
| 2002 | ピエドラフィタ・スポーツ        | シトロエン・クサラWRC          |        |         |         |         |         |         |         |       |         |         |         |         | AUS 7   |         |         |         | 10th | 18       |
| 2003 | シトロエン・トタル              | シトロエン・クサラWRC          | MON 1  | SWE 7   | TUR Ret | NZL 4   | ARG Ret | GRE Ret | CYP 3   | GER 1 | FIN 5   | AUS 2   | ITA 1   | FRA 13  | ESP 2   | GBR 2   |         |         | 2nd  | 71       |
| 2004 | シトロエン・トタル              | シトロエン・クサラWRC          | MON 1  | SWE 1   | MEX Ret | NZL 4   | CYP 1   | GRE 2   | TUR 1   | ARG 2 | FIN 4   | GER 1   | JPN 2   | GBR 2   | ITA 2   | FRA 2   | ESP Ret | AUS 1   | 1st  | 118      |
| 2005 | シトロエン・トタル              | シトロエン・クサラWRC          | MON 1  | SWE Ret | MEX 4   | NZL 1   | ITA 1   | CYP 1   | TUR 1   | GRE 1 | ARG 1   | FIN 2   | GER 1   | GBR 3   | JPN 2   | FRA 1   | ESP 1   | AUS Ret | 1st  | 127      |
| 2006 | クロノス・トタル・シトロエンWRT | シトロエン・クサラWRC          | MON 2  | SWE 2   | MEX 1   | ESP 1   | FRA 1   | ARG 1   | ITA 1   | GRE 2 | GER 1   | FIN 2   | JPN 1   | CYP 1   | TUR     | AUS     | NZL     | GBR     | 1st  | 112      |
| 2007 | シトロエン・トタルWRT           | シトロエン・C4 WRC             | MON 1  | SWE 2   | NOR 14  | MEX 1   | POR 1   | ARG 1   | ITA Ret | GRE 2 | FIN 3   | GER 1   | NZL 2   | ESP 1   | FRA 1   | JPN Ret | IRE 1   | GBR 3   | 1st  | 116      |
| 2008 | シトロエン・トタルWRT           | シトロエン・C4 WRC             | MON 1  | SWE Ret | MEX 1   | ARG 1   | JOR 10  | ITA 1   | GRE 1   | TUR 3 | FIN 1   | GER 1   | NZL 1   | ESP 1   | FRA 1   | JPN 3   | GBR 1   |         | 1st  | 122      |
| 2009 | シトロエン・トタルWRT           | シトロエン・C4 WRC             | IRE 1  | NOR 1   | CYP 1   | POR 1   | ARG 1   | ITA 4   | GRE Ret | POL 7 | FIN 2   | AUS 2   | ESP 1   | GBR 1   |         |         |         |         | 1st  | 93       |
| 2010 | シトロエン・トタルWRT           | シトロエン・C4 WRC             | SWE 2  | MEX 1   | JOR 1   | TUR 1   | NZL 3   | POR 2   | BUL 1   | FIN 3 | GER 1   | JPN 5   | FRA 1   | ESP 1   | GBR 1   |         |         |         | 1st  | 276      |
| 2011 | シトロエン・トタルWRT           | シトロエン・DS3 WRC            | SWE 6  | MEX 1   | POR 2   | JOR 3   | ITA 1   | ARG 1   | GRE 2   | FIN 1 | GER 2   | AUS 10  | FRA Ret | ESP 1   | GBR Ret |         |         |         | 1st  | 222      |
| 2012 | シトロエン・トタルWRT           | シトロエン・DS3 WRC            | MON 1  | SWE 6   | MEX 1   | POR Ret | ARG 1   | GRE 1   | NZL 1   | FIN 1 | GER 1   | GBR 2   | FRA 1   | ITA Ret | ESP 1   |         |         |         | 1st  | 270      |
| 2013 | シトロエン・トタル・アブダビWRT | シトロエン・DS3 WRC            | MON 1  | SWE 2   | MEX     | POR     | ARG 1   | GRE     | ITA     | FIN   | GER     | AUS     | FRA Ret | ESP     | GBR     |         |         |         | 8th  | 68       |
| 2015 | シトロエン・トタル・アブダビWRT | シトロエン・DS3 WRC            | MON 8  | SWE     | MEX     | ARG     | POR     | ITA     | POL     | FIN   | GER     | AUS     | FRA     | ESP     | GBR     |         |         |         | 18th | 6        |
| 2018 | シトロエン・トタル・アブダビWRT | シトロエン・C3 WRC             | MON    | SWE     | MEX 5   | FRA 14  | ARG     | POR     | ITA     | FIN   | GER     | TUR     | GBR     | ESP 1   | AUS     |         |         |         | 13th | 43       |
| 2019 | ヒュンダイ・シェル・モービスWRT | ヒュンダイ・i20クーペWRC       | MON 4  | SWE 7   | MEX     | FRA 8   | ARG     | CHL 3   | POR Ret | ITA   | FIN     | GER     | TUR     | GBR     | ESP 4   | AUS     |         |         | 11th | 51       |
| 2020 | ヒュンダイ・シェル・モービスWRT | ヒュンダイ・i20クーペWRC       | MON 6  | SWE     | MEX     | EST     | TUR 3   | ITA     | MNZ     |       |         |         |         |         |         |         |         |         | 10th | 24       |
| 2022 | Mスポーツ・フォードWRT          | フォード・プーマ ラリー1       | MON 1  | SWE     | CRO     | POR Ret | ITA     | KEN 6   | EST     | FIN   | BEL     | GRE Ret | NZL     | ESP     | JPN     |         |         |         | 11th | 35       |

### WRCでの優勝
| #  | 年   | 大会                                 | 開催国           | コ・ドライバー         | 車                       |
| -- | ---- | ------------------------------------ | ---------------- | ---------------------- | ------------------------ |
| 1  | 2002 | ADAC Rallye Deutschland              | ドイツ           | ダニエル・エレナ       | シトロエン・クサラ WRC   |
| 2  | 2003 | Rallye Automobile Monte-Carlo        | モナコ           | ダニエル・エレナ       | シトロエン・クサラ WRC   |
| 3  | 2003 | ADAC Rallye Deutschland              | ドイツ           | ダニエル・エレナ       | シトロエン・クサラ WRC   |
| 4  | 2003 | Rallye Sanremo - Rallye d'Italia     | イタリア         | ダニエル・エレナ       | シトロエン・クサラ WRC   |
| 5  | 2004 | Rallye Automobile Monte-Carlo        | モナコ           | ダニエル・エレナ       | シトロエン・クサラ WRC   |
| 6  | 2004 | Uddeholm Swedish Rally               | スウェーデン     | ダニエル・エレナ       | シトロエン・クサラ WRC   |
| 7  | 2004 | Cyprus Rally                         | キプロス         | ダニエル・エレナ       | シトロエン・クサラ WRC   |
| 8  | 2004 | Rally of Turkey                      | トルコ           | ダニエル・エレナ       | シトロエン・クサラ WRC   |
| 9  | 2004 | OMV ADAC Rallye Deutschland          | ドイツ           | ダニエル・エレナ       | シトロエン・クサラ WRC   |
| 10 | 2004 | Telstra Rally Australia              | オーストラリア   | ダニエル・エレナ       | シトロエン・クサラ WRC   |
| 11 | 2005 | Rallye Automobile Monte-Carlo        | モナコ           | ダニエル・エレナ       | シトロエン・クサラ WRC   |
| 12 | 2005 | Propecia Rally New Zealand           | ニュージーランド | ダニエル・エレナ       | シトロエン・クサラ WRC   |
| 13 | 2005 | Supermag Rally Italia Sardinia       | イタリア         | ダニエル・エレナ       | シトロエン・クサラ WRC   |
| 14 | 2005 | Cyprus Rally                         | キプロス         | ダニエル・エレナ       | シトロエン・クサラ WRC   |
| 15 | 2005 | Rally of Turkey                      | トルコ           | ダニエル・エレナ       | シトロエン・クサラ WRC   |
| 16 | 2005 | Acropolis Rally                      | ギリシア         | ダニエル・エレナ       | シトロエン・クサラ WRC   |
| 17 | 2005 | Rally Argentina                      | アルゼンチン     | ダニエル・エレナ       | シトロエン・クサラ WRC   |
| 18 | 2005 | OMV ADAC Rallye Deutschland          | ドイツ           | ダニエル・エレナ       | シトロエン・クサラ WRC   |
| 19 | 2005 | Tour de Corse - Rallye de France     | フランス         | ダニエル・エレナ       | シトロエン・クサラ WRC   |
| 20 | 2005 | Rally RACC Catalunya - Costa Daurada | スペイン         | ダニエル・エレナ       | シトロエン・クサラ WRC   |
| 21 | 2006 | Corona Rally Me'xico                 | メキシコ         | ダニエル・エレナ       | シトロエン・クサラ WRC   |
| 22 | 2006 | Rally RACC Catalunya - Costa Daurada | スペイン         | ダニエル・エレナ       | シトロエン・クサラ WRC   |
| 23 | 2006 | Tour de Corse - Rallye de France     | フランス         | ダニエル・エレナ       | シトロエン・クサラ WRC   |
| 24 | 2006 | Rally Argentina                      | アルゼンチン     | ダニエル・エレナ       | シトロエン・クサラ WRC   |
| 25 | 2006 | Supermag Rally Italia Sardinia       | イタリア         | ダニエル・エレナ       | シトロエン・クサラ WRC   |
| 26 | 2006 | OMV ADAC Rallye Deutschland          | ドイツ           | ダニエル・エレナ       | シトロエン・クサラ WRC   |
| 27 | 2006 | Rally Japan                          | 日本             | ダニエル・エレナ       | シトロエン・クサラ WRC   |
| 28 | 2006 | Cyprus Rally                         | キプロス         | ダニエル・エレナ       | シトロエン・クサラ WRC   |
| 29 | 2007 | Rallye Automobile Monte-Carlo        | モナコ           | ダニエル・エレナ       | シトロエン・C4 WRC       |
| 30 | 2007 | Rally MEXICO                         | メキシコ         | ダニエル・エレナ       | シトロエン・C4 WRC       |
| 31 | 2007 | Vodafone Rally de Portugal           | ポルトガル       | ダニエル・エレナ       | シトロエン・C4 WRC       |
| 32 | 2007 | Rally Argentina                      | アルゼンチン     | ダニエル・エレナ       | シトロエン・C4 WRC       |
| 33 | 2007 | ADAC Rallye Deutschland              | ドイツ           | ダニエル・エレナ       | シトロエン・C4 WRC       |
| 34 | 2007 | Rally RACC Catalunya - Costa Daurada | スペイン         | ダニエル・エレナ       | シトロエン・C4 WRC       |
| 35 | 2007 | Rally de France - Tour de Corse      | フランス         | ダニエル・エレナ       | シトロエン・C4 WRC       |
| 36 | 2007 | Rally Ireland                        | アイルランド     | ダニエル・エレナ       | シトロエン・C4 WRC       |
| 37 | 2008 | Rallye Automobile Monte-Carlo        | モナコ           | ダニエル・エレナ       | シトロエン・C4 WRC       |
| 38 | 2008 | Rally MEXICO                         | メキシコ         | ダニエル・エレナ       | シトロエン・C4 WRC       |
| 39 | 2008 | Rallye Argentina                     | アルゼンチン     | ダニエル・エレナ       | シトロエン・C4 WRC       |
| 40 | 2008 | Rally d'Italia Sardegna              | イタリア         | ダニエル・エレナ       | シトロエン・C4 WRC       |
| 41 | 2008 | BP Ultimate Acropolis Rally          | ギリシャ         | ダニエル・エレナ       | シトロエン・C4 WRC       |
| 42 | 2008 | Neste Oil Rally Finland              | フィンランド     | ダニエル・エレナ       | シトロエン・C4 WRC       |
| 43 | 2008 | ADAC Rallye Deutschland              | ドイツ           | ダニエル・エレナ       | シトロエン・C4 WRC       |
| 44 | 2008 | Repco Rally New Zealand              | ニュージーランド | ダニエル・エレナ       | シトロエン・C4 WRC       |
| 45 | 2008 | Rallye de Espana                     | スペイン         | ダニエル・エレナ       | シトロエン・C4 WRC       |
| 46 | 2008 | Rally de France - Tour de Corse      | フランス         | ダニエル・エレナ       | シトロエン・C4 WRC       |
| 47 | 2008 | Wales Rally GB                       | イギリス         | ダニエル・エレナ       | シトロエン・C4 WRC       |
| 48 | 2009 | Rally Ireland                        | アイルランド     | ダニエル・エレナ       | シトロエン・C4 WRC       |
| 49 | 2009 | Rally Norway                         | ノルウェー       | ダニエル・エレナ       | シトロエン・C4 WRC       |
| 50 | 2009 | Cyprus Rally                         | キプロス         | ダニエル・エレナ       | シトロエン・C4 WRC       |
| 51 | 2009 | Vodafone Rally de Portugal           | ポルトガル       | ダニエル・エレナ       | シトロエン・C4 WRC       |
| 52 | 2009 | Rally Argentina                      | アルゼンチン     | ダニエル・エレナ       | シトロエン・C4 WRC       |
| 53 | 2009 | Rally RACC Catalunya - Costa Daurada | スペイン         | ダニエル・エレナ       | シトロエン・C4 WRC       |
| 54 | 2009 | Wales Rally of GB                    | イギリス         | ダニエル・エレナ       | シトロエン・C4 WRC       |
| 55 | 2010 | Rally MEXICO                         | メキシコ         | ダニエル・エレナ       | シトロエン・C4 WRC       |
| 56 | 2010 | Jordan Rally                         | ヨルダン         | ダニエル・エレナ       | シトロエン・C4 WRC       |
| 57 | 2010 | Rally of Turkey                      | トルコ           | ダニエル・エレナ       | シトロエン・C4 WRC       |
| 58 | 2010 | Rally of Bulgaria                    | ブルガリア       | ダニエル・エレナ       | シトロエン・C4 WRC       |
| 59 | 2010 | ADAC Rallye Deutschland              | ドイツ           | ダニエル・エレナ       | シトロエン・C4 WRC       |
| 60 | 2010 | Rally de France - Tour de Corse      | フランス         | ダニエル・エレナ       | シトロエン・C4 WRC       |
| 61 | 2010 | RACC Rally de Espana                 | スペイン         | ダニエル・エレナ       | シトロエン・C4 WRC       |
| 62 | 2010 | Wales Rally GB                       | イギリス         | ダニエル・エレナ       | シトロエン・C4 WRC       |
| 63 | 2011 | Rally MEXICO                         | メキシコ         | ダニエル・エレナ       | シトロエン・DS3 WRC      |
| 64 | 2011 | Rally d'Italia Sardegna              | イタリア         | ダニエル・エレナ       | シトロエン・DS3 WRC      |
| 65 | 2011 | Rally Argentina                      | アルゼンチン     | ダニエル・エレナ       | シトロエン・DS3 WRC      |
| 66 | 2011 | Neste Oil Rally Finland              | フィンランド     | ダニエル・エレナ       | シトロエン・DS3 WRC      |
| 67 | 2011 | RACC Rally de Espana                 | スペイン         | ダニエル・エレナ       | シトロエン・DS3 WRC      |
| 68 | 2012 | Rallye Monte-Carlo                   | モナコ           | ダニエル・エレナ       | シトロエン・DS3 WRC      |
| 69 | 2012 | Rally Guanajuato Mexico              | メキシコ         | ダニエル・エレナ       | シトロエン・DS3 WRC      |
| 70 | 2012 | Philips Rally Argentina              | アルゼンチン     | ダニエル・エレナ       | シトロエン・DS3 WRC      |
| 71 | 2012 | Acropolis Rally                      | ギリシャ         | ダニエル・エレナ       | シトロエン・DS3 WRC      |
| 72 | 2012 | Brother Rally New Zealand            | ニュージーランド | ダニエル・エレナ       | シトロエン・DS3 WRC      |
| 73 | 2012 | Neste Oil Rally Finland              | フィンランド     | ダニエル・エレナ       | シトロエン・DS3 WRC      |
| 74 | 2012 | ADAC Rallye Deutschland              | ドイツ           | ダニエル・エレナ       | シトロエン・DS3 WRC      |
| 75 | 2012 | Rallye de France Alsace              | フランス         | ダニエル・エレナ       | シトロエン・DS3 WRC      |
| 76 | 2012 | Rally RACC-Rally de Espana           | スペイン         | ダニエル・エレナ       | シトロエン・DS3 WRC      |
| 77 | 2013 | Rallye Monte-Carlo                   | モナコ           | ダニエル・エレナ       | シトロエン・DS3 WRC      |
| 78 | 2013 | Philips LED Rally Argentina          | アルゼンチン     | ダニエル・エレナ       | シトロエン・DS3 WRC      |
| 79 | 2018 | RACC Rally de Espana                 | スペイン         | ダニエル・エレナ       | シトロエン・C3 WRC       |
| 80 | 2022 | Rallye Monte-Carlo                   | モナコ           | イサベル・ガルミッシュ | フォード・プーマ ラリー1 |

### ル・マン24時間レース
| 年     | チーム               | コ・ドライバー                              | 使用車両                              | クラス | 周回 | 総合順位 | クラス順位 |
| ------ | -------------------- | ------------------------------------------- | ------------------------------------- | ------ | ---- | -------- | ---------- |
| 2005年 | ペスカロロ・スポール | - ソエイル・アヤリ - エリック・エラリー     | ペスカロロ・C60 ハイブリッド-ジャッド | LMP1   | 288  | DNF      | DNF        |
| 2006年 | ペスカロロ・スポール | - エリック・エラリー - フランク・モンタニー | ペスカロロ・C60 ハイブリッド-ジャッド | LMP1   | 376  | 2位      | 2位        |

### エクストリームE
| 年     | チーム             | 使用車両         | 1       | 2       | 3       | 4       | 5       | 6       | 7       | 8       | 9       | 10      | 順位 | ポイント |
| ------ | ------------------ | ---------------- | ------- | ------- | ------- | ------- | ------- | ------- | ------- | ------- | ------- | ------- | ---- | -------- |
| 2021年 | チーム・X44        | Spark ODYSSEY 21 | DES Q 1 | DES R 3 | OCE Q 1 | OCE R 4 | ARC Q 1 | ARC R 4 | ISL Q 1 | ISL R 5 | JUR Q 1 | JUR R 1 | 2位  | 121      |
| 2022年 | チーム・X44        | Spark ODYSSEY 21 | DES 3   | ISL 4   | OCE 2   | COP 1   | ENE 3   |         |         |         |         |         | 1位  | 86       |
| 2023年 | アプト・クプラ・XE | Spark ODYSSEY 21 | DES     | HYD     | ISL1 6  | ISL2 3  | COP     |         |         |         |         |         | 10位 | 55       |

### 世界ラリーレイド選手権
(key)
| 年   | チーム | 使用車両   | クラス | 1     | 2     | 3      | 4     | 順位 | ポイント |
| ---- | ------ | ---------- | ------ | ----- | ----- | ------ | ----- | ---- | -------- |
| 2022 | BRX    | BRX Hunter | T1     | DAK 2 | ABU 8 | MOR 22 | AND 1 | 2位  | 144      |

### ドイツツーリングカー選手権
| 年     | チーム                   | 車両                         | 1        | 2        | 3     | 4     | 5     | 6     | 7     | 8     | 9     | 10    | 11    | 12    | 13    | 14    | 15    | 16    | 順位 | ポイント |
| ------ | ------------------------ | ---------------------------- | -------- | -------- | ----- | ----- | ----- | ----- | ----- | ----- | ----- | ----- | ----- | ----- | ----- | ----- | ----- | ----- | ---- | -------- |
| 2022年 | アルファタウリ・AFコルセ | フェラーリ・488 GT3 Evo 2020 | ALG 1 16 | ALG 2 18 | LAU 1 | LAU 2 | IMO 1 | IMO 2 | NOR 1 | NOR 2 | NÜR 1 | NÜR 2 | SPA 1 | SPA 2 | RBR 1 | RBR 2 | HOC 1 | HOC 2 | 32位 | 0        |

- 太字はポールポジション、斜字はファステストラップ。(key)